# The Exciting Tito Puente Band in Hollywood
The Exciting Tito Puente Band in Hollywood (pubblicato anche con il titolo di Tito Puente in Hollywood) è un album di Tito Puente, pubblicato dalla GNP Crescendo Records nel 1961 (secondo altre fonti la data di pubblicazione è il 1962).

## Tracce
Lato A
1. Baila Pachanga – 2:55 (Tito Puente)
2. Midnight Sun – 3:11 (Lionel Hampton, Sonny Burke)
3. Ven Morena – 2:52 (Ramon Paz)
4. April in Paris – 2:38 (Vernon Duke, E.Y. Yip Harburg)
5. Negra Bon Bon – 3:05
6. T.P. on the Strip – 2:32 (Tito Puente)

Lato B
1. Pachanga Flute – 3:14 (Tito Puente)
2. Ojos Negras – 2:48 (Bonifacio Collazo)
3. Carnival (from Black Orpheus) – 4:29 (Luiz Bonfà)
4. Pajaro Cho Gui – 3:21 (Guillermo Edmundo Breer)
5. Ah-Vah – 3:00 (Aida Periera)

## Musicisti
- Tito Puente - leader, timbales, percussioni, vibrafono
- altri musicisti non accreditati